# Fano Jazz by the Sea
Fano Jazz by the Sea is een jazzfestival dat sinds 1993 elk jaar in in Fano, in de provincie Pesaro e Urbino, in Marken, Midden-Italië.